# 最後崗位
《最後崗位》（Last Post）是一首著名號角軍樂，約17世紀後，軍營晚上會奏起該樂章，代表一天工作的結束，漸漸它成了殉職軍警的軼歌，寓意完成了光榮任務。

《最後崗位》首段樂譜

## 起源
早年英國軍營會在一天結束時，軍人會巡視每個哨站，並在每個哨站奏起此曲。這一傳統可追溯至17世紀集結荷蘭的英軍，秉襲了荷蘭人一種叫Taptoe的奏樂傳統。早年荷蘭啤酒廠當當關門前，會奏樂叫「關水喉」（荷蘭語Doe den tap toe），這一傳統後來稱為Taptop，歌曲後來流入民間，成為喻意一天結束的樂章。
從19世紀起，大英帝國在世界各地的殖民地，每有軍人殉職，喪禮上都會吹奏《最後崗位》；不同戰爭紀念活動亦會引用該樂章。
其中比利時葉普斯鎮的門寧門（Menin Gate），為紀念大批英軍在第一次世界大戰時戰死，從1928年起，每晚都吹奏此曲。美國在殖民地時代亦會採用《最後崗位》，1862年才轉用聯邦軍人畢打飛特（Daniel Butterfield）所創作的Taps作為軼歌。
香港在1997年後，警隊銀樂隊仍然採用該樂章，每當有紀律部隊人員在行動中殉職，部門會為其舉行最高榮譽喪禮，並在下葬時吹奏此曲。如2006年警員曾國恒逝世時，銀樂隊成員就曾以此曲悼念。
此外，在英國結束某個屬土的管治時，會為末任總督舉行歡送典禮，其中一首吹奏的樂曲即為《最後崗位》（例如1997年香港主權移交前夕的港督歡送儀式）。